# Richard LaSalle
Pour les articles homonymes, voir La Salle.
Richard LaSalle est un compositeur américain né le 18 janvier 1918 à Louisville, dans le Colorado (États-Unis), et décédé le 5 avril 2015 à Carmel-by-the-Sea, en Californie (États-Unis).

## Filmographie
- 1958 : Tank Battalion (en)
- 1959 : Speed Crazy
- 1960 : Naked Youth (en)
- 1960 : Assignment Underwater (série télévisée)
- 1960 : The Big Night
- 1960 : Why Must I Die?
- 1961 : Sniper's Ridge
- 1961 : When the Clock Strikes
- 1961 : You Have to Run Fast
- 1961 : Secret of Deep Harbor (en)
- 1961 : The Flight That Disappeared
- 1961 : Boy Who Caught a Crook
- 1961 : Gun Street
- 1961 : The Purple Hills (en) de Maury Dexter
- 1962 : Saintly Sinners (en) de Jean Yarbrough
- 1962 : Deadly Duo
- 1962 : The Broken Land
- 1962 : Hands of a Stranger
- 1962 : Incident in an Alley (en)
- 1962 : Mermaids of Tiburon
- 1962 : The Firebrand (en)
- 1963 : The Day Mars Invaded Earth
- 1963 : California
- 1963 : L'Étrange destin du juge Cordier (Diary of a Madman)
- 1963 : Police Nurse (en) de Maury Dexter
- 1963 : Trio de terreur (Twice-Told Tales) de Sidney Salkow
- 1964 : A Yank in Viet-Nam
- 1964 : The Quick Gun
- 1964 : Blood on the Arrow (en)
- 1964 : The Time Travelers
- 1965 : Convict Stage
- 1965 : War Party (en) de Lesley Selander
- 1965 : Fort Courageous
- 1965 : Runaway Girl
- 1965 : Arizona Raiders
- 1965 : F Troop (série télévisée)
- 1965 : Perdus dans l'espace ("Lost in Space") (série télévisée)
- 1965 : The Desert Raven
- 1966 : Don't Worry, We'll Think of a Title
- 1966 : Quel numéro ce faux numéro! (Boy, Did I Get a Wrong Number!)
- 1966 : Ambush Bay
- 1967 : 40 Guns to Apache Pass
- 1968 : Au pays des géants ("Land of the Giants") (série télévisée)
- 1969 : Wild Gypsies
- 1971 : La Cité sous la mer (City Beneath the Sea) (TV)
- 1972 : Piranha, Piranha!
- 1972 : Superbeast
- 1972 : Daughters of Satan
- 1973 : Dr. Death: Seeker of Souls
- 1974 : The Deathhead Virgin (en) de Norman Foster
- 1974 : The Thirsty Dead
- 1974 : La Planète des singes ("Planet of the Apes") (série télévisée)
- 1974 : Alice n'est plus ici (Alice Doesn't Live Here Anymore)
- 1975 : Terreur sur le Queen Mary (Adventures of the Queen) (TV)
- 1975 : The Swiss Family Robinson (TV)
- 1975 : Les Robinson suisses ("Swiss Family Robinson") (série télévisée)
- 1976 : Big John, Little John (série télévisée)
- 1976 : Déluge sur la ville (Flood!) (TV)
- 1977 : Horizons en flammes (Fire!) (TV)
- 1978 : Le Retour du capitaine Nemo (The Return of Captain Nemo) (TV)
- 1979 : Hanging by a Thread (TV)
- 1979 : Ken Murray Shooting Stars
- 1980 : Les Diamants de l'oubli (The Memory of Eva Ryker) (TV)
- 1981 : Back to the Planet of the Apes (TV)
- 1981 : Code Red (TV)
- 1983 : The Night the Bridge Fell Down (TV)
- 1983 : Cave-In! (TV)